# 1557 en musique classique
| \| • Retour à la chronologie générale de la musique classique • \| |
| Grèce • Rome • Haut Moyen Âge • VIIIe siècle • IXe siècle • Xe siècle • XIe siècle XIIe siècle • XIIIe siècle • XIVe siècle • XVe siècle • XVIe siècle • XVIIe siècle XVIIIe siècle • XIXe siècle • XXe siècle • XXIe siècle |
| • Retour à la chronologie générale de la musique classique • |

| Années en musique classique : 1554 - 1555 - 1556 - 1557 - 1558 - 1559 - 1560    |
| Décennies en musique classique : 1520 - 1530 - 1540 - 1550 - 1560 - 1570 - 1580 |

## Événements
- publication de Libro de cifra nueva para tecla, arpa y vihuela de Luis Venegas de Henestrosa, recueil qui comprend la pièce Conditor alme de Gracia Baptista, première compositrice de l'histoire dont une œuvre est éditée.

## Naissances

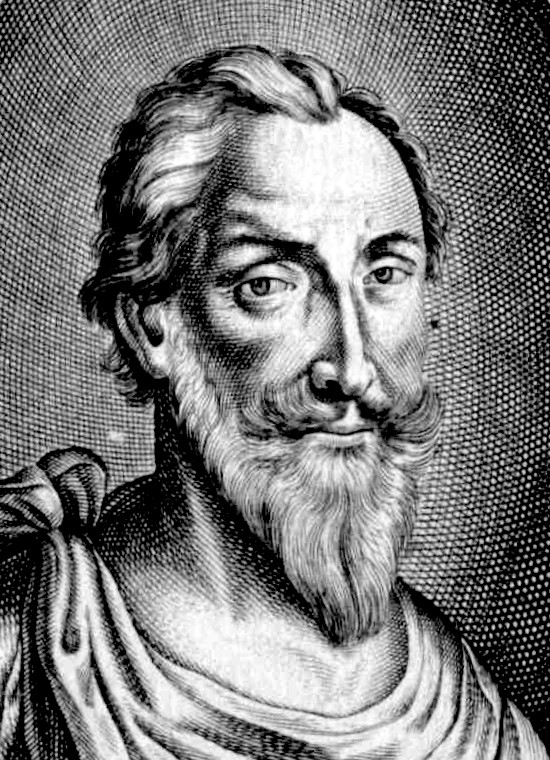
Jacques Mauduit

- 16 septembre : Jacques Mauduit, compositeur français († 21 août 1627).

Date indéterminée :
- Giovanni Croce, compositeur italien, maître de chapelle de la Cappella Marciana à Venise († 15 mai 1609).
- Charles Luython, compositeur franco-flamand de la cinquième génération († 2 août 1620).
- Giovanni Gabrieli, compositeur italien († 12 août 1612).
- Cornelis Schuyt, compositeur néerlandais († 9 juin 1616).

Vers 1557 :
- Thomas Morley, compositeur anglais  († 1602).

## Décès

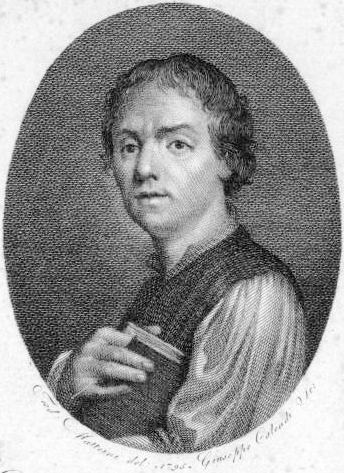
Girolamo Parabosco

- 21 avril : Girolamo Parabosco, polygraphe, compositeur et organiste italien (° vers 1524).

Vers 1557 :
- Thomas Créquillon, compositeur franco-flamand (° vers 1505).

Après 1557 :
- Enríquez de Valderrábano, vihueliste et compositeur espagnol (° vers 1500).